# 维里-沙蒂永
维里-沙蒂永（法語：Viry-Châtillon，法語發音：[viʁi ʃatijɔ̃] ⓘ），法国中北部城市，法兰西岛大区埃松省的一个市镇，隶属于埃夫里区，其市镇面积为6.07平方公里，2022年1月1日时人口数量为31,112人，在法国城市中排名第265位。
维里-沙蒂永位于埃松省北部，奥尔日河南侧分支与塞纳河的交汇处，法国国道N6线和圣乔治新城－蒙塔日铁路由此通过。维里-沙蒂永因其历史上的飞行港以及采砂场而闻名，现为巴黎南郊的一个卫星居民区，同时也是大巴黎都会区的组成部分，通过法兰西岛大区快铁D线连接巴黎市区。

## 地名

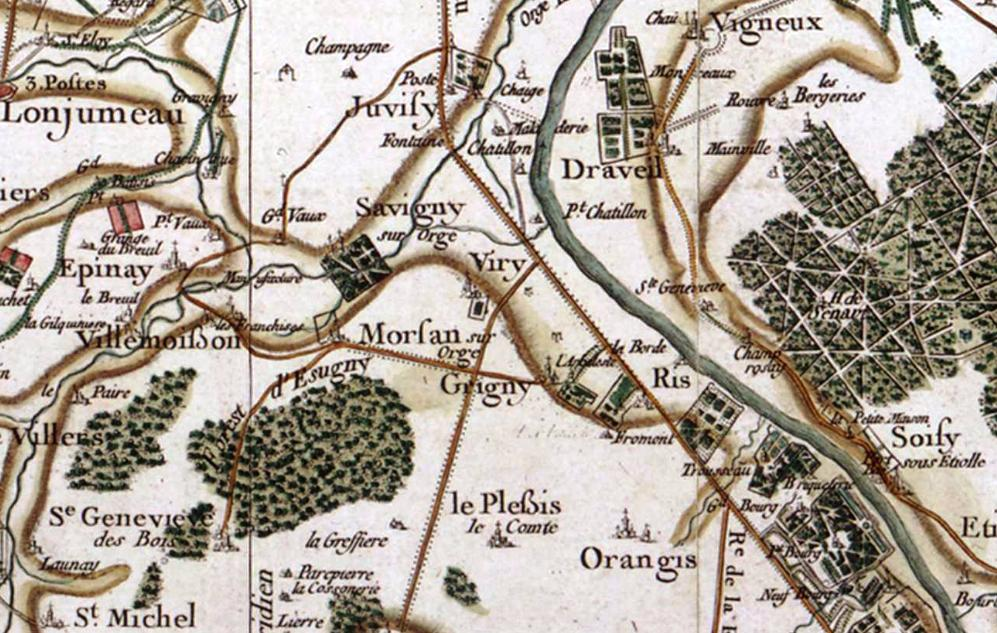
卡西尼地图上标注的维里

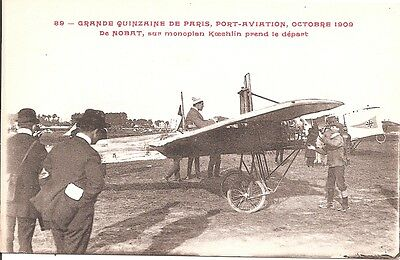
飞行港内待试飞的飞行器

### 中文译名
因翻译标准不同，“Viry-Châtillon”在部分中文资料中被整体译为“维里沙蒂永”。

## 历史
“维里-沙蒂永”成立于1790年，由奥尔日河畔维里（Viry-sur-Orge）和塞纳河畔沙蒂永（Châtillon-sur-Seine）两地合并而成。
奥尔日河畔维里的镇中心位于今市镇南部的莫里斯·萨巴捷街（rue Maurice Sabatier）附近的一处坡地上，其核心区域的圣但尼教堂建成于13世纪；塞纳河畔沙蒂永的镇中心则位于市镇北部的塞纳河左岸区域，中世纪末形成隆盖港，成为该区域横跨塞纳河的重要渡口。17世纪末，维里-沙蒂永附近区域出现葡萄酒种植园。法国大革命后，两地合并成为塞纳-瓦兹省的一个市镇，直至19世纪中后期，维里-沙蒂永尚为一个仅千余人口的市镇。工业革命期间，途径维里-沙蒂永的圣乔治新城－蒙塔日铁路以及法国国道N7线相继建成，维里-沙蒂永境内出现了新居民区，当地人口数量逐年增加。1909年，在法国飞行器行业促进组织（la Société d'Encouragement à l'Aviation）的推动下，维里-沙蒂永境内修建了飞行港，后者被认为是世界上首个标准飞行场，1913年，该飞行场举办了首次航空杂技表演，第一次世界大战结束后，由于破坏严重，飞行港正式关闭并改建为居民区，而“飞行港”作为区域名称在此后的城市建设中得以保留。与之同时，伴随着城市的建设与扩张，维里-沙蒂永东部的河流沉积带区域被开辟为采砂场，其采砂业直至20世纪60年代才停止，采砂形成的基坑在雨水及塞纳河水的补给下成为大型湖泊，其附近部分区域被开辟为城市绿地。

## 地理

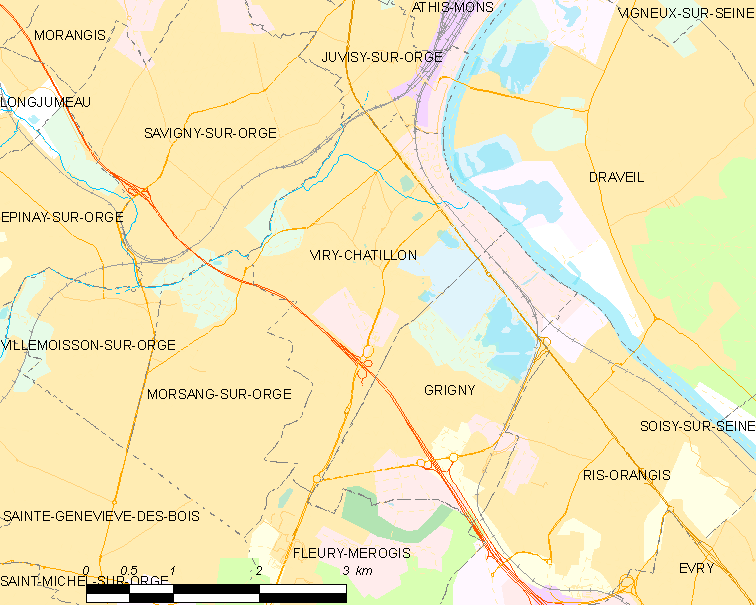
维里-沙蒂永市镇范围地图

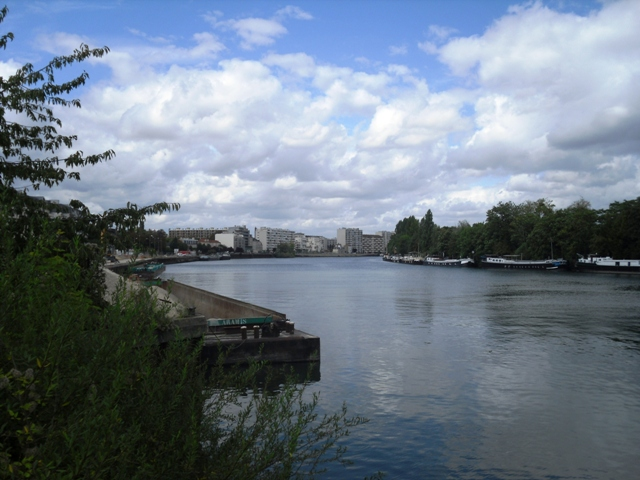
奥尔日河南侧分支与塞纳河交汇处

维里-沙蒂永位于法国中北部，法兰西岛大区中部偏南和埃松省北部，距离省会埃夫里-库尔库罗讷大约10公里。与维里-沙蒂永接壤的市镇包括：奥尔日河畔瑞维西、格里尼、德拉韦伊、弗勒里梅罗日斯、奥尔日河畔莫尔桑以及奥尔日河畔萨维尼。

### 地形
维里-沙蒂永位于巴黎盆地腹地，境内以平原为主，市镇中心地势较为平坦，南部略有起伏，全境海拔在32到84米之间。

### 水文
维里-沙蒂永位于奥尔日河南侧分支与塞纳河的交汇处，其市镇范围东部有采砂场废弃后留下的湖泊。

### 植被
维里-沙蒂永属于温带阔叶混交林区，市区内的主要绿地公园包括勒皮耶德费尔公园（Parc du Piédefer）、生态多样性花园（Jardin de la biodiversité）等，林地则广泛分布于河流及湖泊周边。
在鲜花城市的评比中，维里-沙蒂永被评为3星级鲜花城市。

### 气候
维里-沙蒂永在柯本气候分类法中属于温带海洋性气候。
距离维里-沙蒂永最近的气象站位于巴黎-奥利机场，以下为该气象站的数据：
| 巴黎-奥利机场2008年－2019年 | 巴黎-奥利机场2008年－2019年 | 巴黎-奥利机场2008年－2019年 | 巴黎-奥利机场2008年－2019年 | 巴黎-奥利机场2008年－2019年 | 巴黎-奥利机场2008年－2019年 | 巴黎-奥利机场2008年－2019年 | 巴黎-奥利机场2008年－2019年 | 巴黎-奥利机场2008年－2019年 | 巴黎-奥利机场2008年－2019年 | 巴黎-奥利机场2008年－2019年 | 巴黎-奥利机场2008年－2019年 | 巴黎-奥利机场2008年－2019年 | 巴黎-奥利机场2008年－2019年 |
| 月份                        | 1月                         | 2月                         | 3月                         | 4月                         | 5月                         | 6月                         | 7月                         | 8月                         | 9月                         | 10月                        | 11月                        | 12月                        | 全年                        |
| --------------------------- | --------------------------- | --------------------------- | --------------------------- | --------------------------- | --------------------------- | --------------------------- | --------------------------- | --------------------------- | --------------------------- | --------------------------- | --------------------------- | --------------------------- | --------------------------- |
| 历史最高温 °C（°F）         | 14.3 (57.7)                 | 20.4 (68.7)                 | 23.7 (74.7)                 | 29.5 (85.1)                 | 31.6 (88.9)                 | 36.6 (97.9)                 | 41.8 (107.2)                | 38.4 (101.1)                | 34.9 (94.8)                 | 27.9 (82.2)                 | 21.6 (70.9)                 | 16.3 (61.3)                 | 41.8 (107.2)                |
| 平均高温 °C（°F）           | 4 (39)                      | 7.5 (45.5)                  | 12 (54)                     | 17.3 (63.1)                 | 18.6 (65.5)                 | 22.9 (73.2)                 | 25.7 (78.3)                 | 25.1 (77.2)                 | 21.1 (70.0)                 | 16.1 (61.0)                 | 11 (52)                     | 5.1 (41.2)                  | 15.5 (59.9)                 |
| 日均气温 °C（°F）           | 1.2 (34.2)                  | 4.3 (39.7)                  | 7.7 (45.9)                  | 12.1 (53.8)                 | 13.9 (57.0)                 | 17.8 (64.0)                 | 20.3 (68.5)                 | 19.7 (67.5)                 | 16.1 (61.0)                 | 11.9 (53.4)                 | 8.2 (46.8)                  | 2.7 (36.9)                  | 11.3 (52.3)                 |
| 平均低温 °C（°F）           | −1.5 (29.3)                 | 1 (34)                      | 3.3 (37.9)                  | 6.9 (44.4)                  | 9.2 (48.6)                  | 12.8 (55.0)                 | 14.9 (58.8)                 | 14.2 (57.6)                 | 11.1 (52.0)                 | 7.7 (45.9)                  | 5.5 (41.9)                  | 0.3 (32.5)                  | 7.1 (44.8)                  |
| 历史最低温 °C（°F）         | −15.1 (4.8)                 | −8.5 (16.7)                 | −5.9 (21.4)                 | −1 (30)                     | 0.2 (32.4)                  | 5.8 (42.4)                  | 7.9 (46.2)                  | 6.3 (43.3)                  | 3.1 (37.6)                  | −1.8 (28.8)                 | −4.7 (23.5)                 | −6.7 (19.9)                 | −15.1 (4.8)                 |
| 平均降水量 mm（）           | 35.6 (1.40)                 | 42.1 (1.66)                 | 42.7 (1.68)                 | 33.6 (1.32)                 | 46.7 (1.84)                 | 52.2 (2.06)                 | 74.1 (2.92)                 | 43.7 (1.72)                 | 48.7 (1.92)                 | 31.6 (1.24)                 | 61.1 (2.41)                 | 52.6 (2.07)                 | 564.7 (22.23)               |
| 月均日照時數                | 43.4                        | 66.3                        | 162.6                       | 172.4                       | 165.4                       | 176.6                       | 232.1                       | 220.4                       | 193.9                       | 131.9                       | 49.1                        | 55.3                        | 1,669.4                     |
| 来源：infoclimat.fr         |                             |                             |                             |                             |                             |                             |                             |                             |                             |                             |                             |                             |                             |

## 行政区划
维里-沙蒂永是法国法兰西岛大区埃松省的一个市镇，编号为91687。维里-沙蒂永隶属于埃夫里区以及埃松省第七选区，管理维里-沙蒂永县，同时也是大巴黎都会区的组成部分。
维里-沙蒂永市镇被划为五个街区（Centre-ville、Châtillon、Coteaux de l'Orge、Plateau、Port-Aviation），实行街区自治制度。
法国国家统计与经济研究所（简称）在进行数据统计时，将维里-沙蒂永及相邻的另外428个市镇设为巴黎城市核心区（2020年扩充至431个），并将包括核心区在内的周边共1,794个市镇划为巴黎城市区。自2020年起，巴黎城市区被包含1,949个市镇的巴黎城市辐射区代替。此外，还将维里-沙蒂永市镇分为了12个“块区”（IRIS），以便于统计人口分布情况。

## 交通

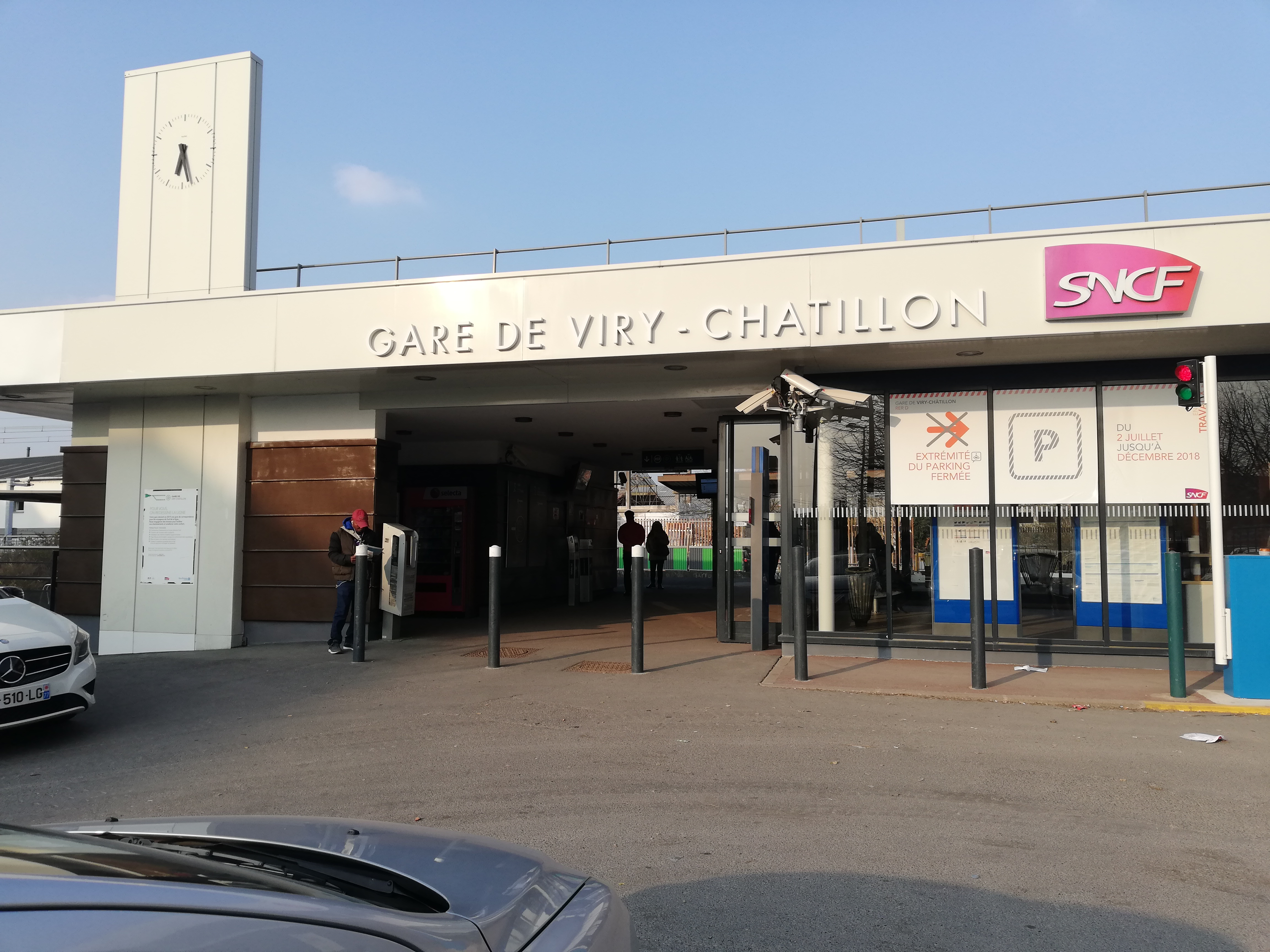
维里-沙蒂永火车站

### 道路设施
法国国道N7线经过维里-沙蒂永市区北部，其维里-沙蒂永境内的路段已改造成为城市化道路，设有路灯及排水设施，并被命名为“戴高乐将军大街”（avenue du Général de Gaulle），另有多条埃松省省道在维里-沙蒂永境内交汇。
2017年，69.7%的维里-沙蒂永家庭拥有至少一辆私人汽车。2019年，维里-沙蒂永境内共发生各类交通事故46起，造成1人遇难，59人受伤。

### 对外交通
距离维里-沙蒂永最近的长途汽车站、长途铁路车站及民用航空机场分别为马西汽车站、马西TGV站和巴黎-奥利机场，距离维里-沙蒂永的公路里程分别约15公里、15公里和9公里。

### 城市公共交通
在轨道交通方面，维里-沙蒂永站位于市区北部，是法兰西岛大区快铁D线的一个车站；在巴士运输方面，截至2021年9月，共有三个公交系统共计13条公交线路经过维里-沙蒂永境内。
| 途经维里-沙蒂永境内的主要公共交通线路 |        | |
| 类型                                  | 运营商 | 线路 |
| 快铁                                  |        | ：克雷伊站 ↔ 圣但尼站 ↔ 巴黎北站 ↔ 沙特雷-大堂站 ↔ 巴黎-里昂火车站 ↔ 克雷泰伊蓬帕杜站 ↔ 圣乔治新城站 ↔ 瑞维西站 ↔ 维里-沙蒂永站 ↔ 埃夫里-库尔库罗讷站 ↔ 科尔贝伊-埃松站 ↔ 默伦站 ：瑞维西站 ↔ 维里-沙蒂永站 ↔ 埃夫里-库尔库罗讷站 ↔ 科尔贝伊-埃松站 ↔ 马勒塞布站 |
| 公共汽车                              | Meyer  | DM3A：瑞维西站-孔多尔塞 ↔ 卡吕普索 ↔ 斯大林格勒 ↔ 小蒙马特 ↔ 布列塔尼 ↔ 贡比涅道路 ↔ 弗朗索瓦·密特朗 DM3B：瑞维西站-孔多尔塞 ↔ 卡吕普索 ↔ 小蒙马特 ↔ 莫里哀 ↔ 布列塔尼 ↔ 贡比涅道路 ↔ 奥尔日河畔莫尔桑-集市 ↔ 自由 ↔ 拉格里伯莱特 ↔ 岩槭 DM4：瑞维西站-孔多尔塞 ↔ 卡吕普索 ↔ 于松 ↔ 城堡 ↔ 磨坊 ↔ 格里尼-市政厅 ↔ 拉特雷耶 DM5：瑞维西站-孔多尔塞 ↔ 卡吕普索 ↔ 维里-沙蒂永站 ↔ 城堡 ↔ 拉特雷耶 ↔ 弗勒里-梅罗日斯-市政府 ↔ 白架工业区 DM8：阿蒂斯蒙斯-埃松门 ↔ 奥尔日河畔瑞维西-市政府 ↔ 卡吕普索 ↔ 斯大林格勒 ↔ 小蒙马特 ↔ 布列塔尼 ↔ 贡比涅道路 ↔ 拉特雷耶 ↔ 岩槭 ↔ 拉格里伯莱特 ↔ 自由 DM21B：奥尔日河畔萨维尼火车站 ↔ 城堡 ↔ 贡比涅道路 ↔ 弗朗索瓦·密特朗 DM21S：奥尔日河畔萨维尼火车站 ↔ 城堡 ↔ 贡比涅道路 ↔ 弗朗索瓦·密特朗 ↔ 拉格里伯莱特 DM22：奥尔日河畔萨维尼火车站 ↔ 莱萨布隆 ↔ 肯尼迪总统 ↔ 磨坊 ↔ 格里尼中央火车站 ↔ 郁金香 |
| 公共汽车                              | TICE   | 402：大卫·杜耶公交站 ↔ 科尔贝伊-埃松火车站 ↔ 铁臂火车站 ↔ 埃夫里-库尔库罗讷火车站 ↔ 快铁里斯-奥朗日斯站-棘林 ↔ 格里尼中央火车站 ↔ 拉特雷耶 420：格里尼中央火车站 ↔ 让·穆兰 ↔ 奥尔日河畔莫尔桑-集市 ↔ 奥尔日河畔埃皮奈站 |
| 公共汽车                              | (N)    | N131：巴黎-里昂火车站 ↔ 瑞维西站 ↔ 布拉济 ↔ 奥尔日河畔萨维尼站 ↔ 奥尔日河畔埃皮奈站 ↔ 布雷蒂尼站 N135：圣乔治新城站 ↔ 瑞维西站 ↔ 布拉济 ↔ 维里-沙蒂永火车站 ↔ 埃夫里-库尔库罗讷站 ↔ 科尔贝伊-埃松站 N144：巴黎-里昂火车站 ↔ 瑞维西站 ↔ 布拉济 ↔ 维里-沙蒂永火车站 ↔ 埃夫里-库尔库罗讷站 ↔ 科尔贝伊-埃松站 |
| 1.                                    |        | |

## 政治

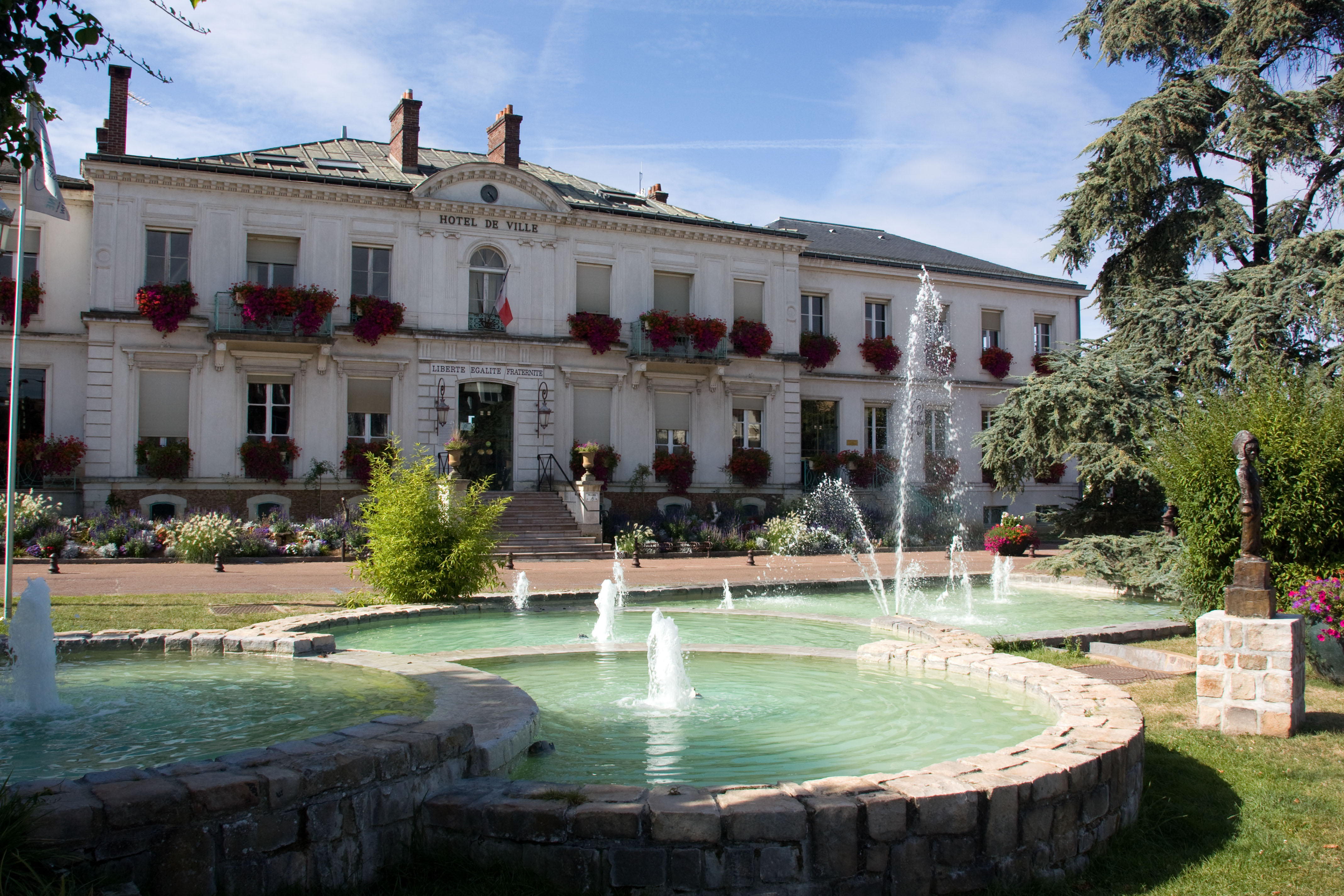
维里-沙蒂永市政厅

维里-沙蒂永的现任市长为让-马里·维兰先生（Jean-Marie Vilain），他是中间派的一名成员，在2020年的市政选举中获得了64.71%的支持率。
在2017年的法国总统大选中，法国第25任总统埃马纽埃尔·马克龙在维里-沙蒂永获得了69.07%的支持率。
| 维里-沙蒂永历届市长 |                                 |                                   |
| 任期                | 市长                            | 党派                              |
| 1944年－1946年      | André Leblanc 安德烈·勒布朗     | PCF法国共产党                     |
| 1946年－1947年      | Pierre Pasanau 皮埃尔·帕萨诺    | PCF法国共产党                     |
| 1947年－1953年      | Jean Verbeurgt 让·韦尔伯尔      | PCF法国共产党                     |
| 1953年－1989年      | Henri Longuet 亨利·隆盖         | CD法国民主中心 →DVD右翼无党派人士 |
| 1989年－1995年      | Jacques Chastel 雅克·沙斯泰尔   | UDF法国民主联盟                   |
| 1995年－2006年      | Gabriel Amard 加布里埃尔·阿马尔 | PS社会党                          |
| 2006年－2014年      | Simone Mathieu 西莫纳·马蒂厄    | PS社会党 →DVG左翼无党派人士       |
| 2014年－            | Jean-Marie Vilain 让-马里·维兰  | Centriste中间派                   |

## 人口
2018年，维里-沙蒂永市镇人口数量为30,706，在法国排名第265位。其中男性14,644人，女性16,449人，75岁及以上人口占7.0%，外籍人口数量为7,527人，人口密度为5,059人/平方公里，当地居民被称为（男性）或（女性）。2019年，维里-沙蒂永境内出生552人，死亡人口214人。
| 年份   | 1936  | 1946  | 1954   | 1962   | 1968   | 1975   | 1982   | 1990   | 1999   | 2006   | 2011   | 2016   | 2018   |
| ------ | ----- | ----- | ------ | ------ | ------ | ------ | ------ | ------ | ------ | ------ | ------ | ------ | ------ |
| 人口數 | 9,234 | 9,495 | 10,622 | 23,598 | 27,045 | 32,411 | 30,224 | 30,580 | 30,257 | 31,252 | 31,655 | 30,575 | 30,706 |

## 经济
截止2021年9月，维里-沙蒂永共有各类用人单位（包含自雇）3,818家，平均历史为11年，其中97.9%为中小型企业（PME）。（电力安装）、（工程设计）及（建筑）是当地2019年营业额最高的三个企业，分别为236,522,669欧元、202,808,937欧元和166,627,107欧元。

## 财政收入
2019年，维里-沙蒂永的财政收入总额为47,780,400欧元，财政支出总额为44,196,200欧元，当年的债务总额为31,562,800欧元。2021年，维里-沙蒂永共获得6,133,306欧元的国家财政补助，比上一年增加了3.59%。
2017年，维里-沙蒂永的人均月收入总额为2,284欧元，其中高级职员为3,738欧元，低于法国平均水平（4,214欧元）；中级职员为2,391欧元，高于法国平均水平（2,353欧元）；普通职员为1,767欧元，亦高于法国平均水平（1,690欧元）。
2017年，维里-沙蒂永境内的青壮年（15至64岁）失业率为15%，当地54.8%的家庭拥有纳税资格，平均纳税3,068欧元，低于法国平均水平（3,888欧元）。

## 社会事务

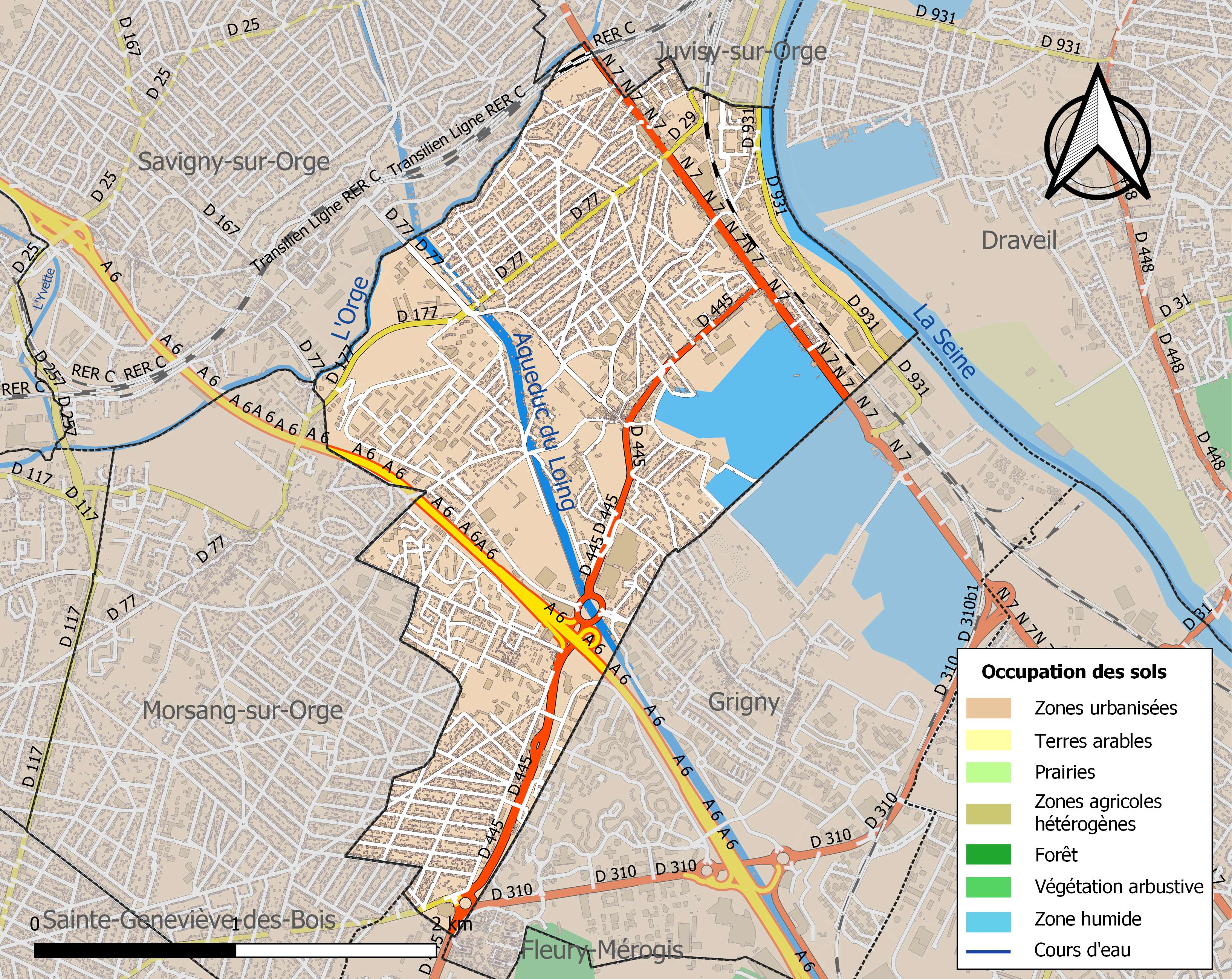
维里-沙蒂永土地利用情况地图

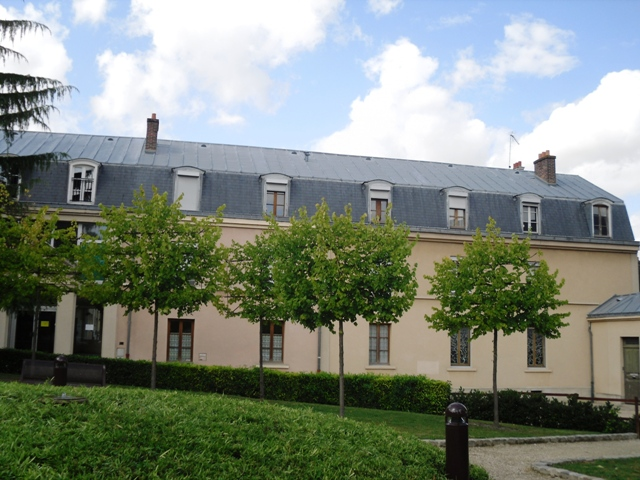
维里-沙蒂永境内的一所学校

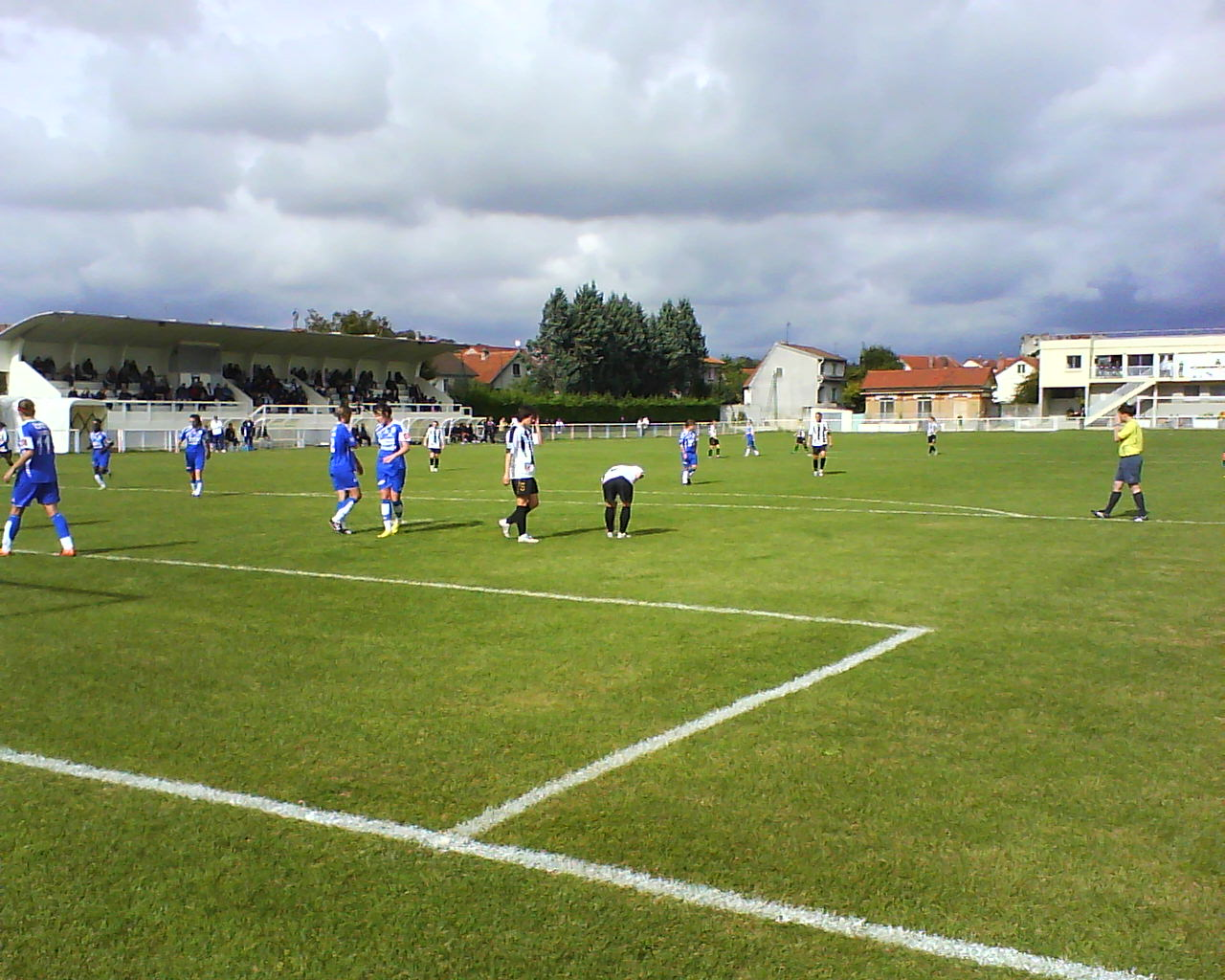
维里-沙蒂永境内的一处球场

### 教育
维里-沙蒂永属于凡尔赛学区。截止2019年1月1日，维里-沙蒂永境内共有11所幼儿园、9所小学、4所初级中学以及1所普通高中。 2018至2019学年度，维里-沙蒂永境内共有在校中等教育阶段学生2684名。

### 医疗
截止2019年1月1日，维里-沙蒂永境内共有全科医生19名、保健师13名、牙医8名、护士26名、眼科医生3名、皮肤科医生1名、助产士2名、儿科医生1名和妇科医生1名。境内共有药房10家、养老院5家、残疾人帮扶中心1家。
修道院诊疗中心（Clinique de L'Abbaye）是一家位于维里-沙蒂永境内的私立心理医院。
距离维里-沙蒂永最近的区域性医疗机构为位于德拉韦伊境内的“迪皮特朗医院”（Hôpital Dupuytren），距离维里-沙蒂永市区的正常车程约15分钟，该院设有床位414个，是当地规模最大的公立综合性医院，也是巴黎公共医疗集团的成员。

### 住房
2017年，维里-沙蒂永境内共有各类住房14,185套，其中31.6%为独立式居民区，67.2%为集中式居民区。常住房屋占维里-沙蒂永市镇范围内居民建筑总量的90.1%。
在住房保障政策方面，2017年，维里-沙蒂永境内共有2,691户家庭获得了住房经济补助，受益人数占总人口数量的8.7%，其中2,539份为房租补助。

### 商业
2019年，维里-沙蒂永境内共有各类实体商铺794家，其中餐厅103家、大型超市8家、杂货店13家、面包房18家、肉铺5家、书店4家、装饰品店4家、银行门店10家、美容美发店44家、汽车维修店54家。市区南北两侧各建有一处E.Leclerc购物商场，市镇中心则建有一家家乐福便民超市。

### 体育
2019年，维里-沙蒂永境内共有1家游泳池、6间体育馆、1座综合体育场、16处网球场、5处足球或橄榄球场、3处篮球或排球场以及1处高尔夫球场。
截至2021年9月，维里-沙蒂永境内共有三家注册足球俱乐部。维里-沙蒂永前进体育俱乐部是当地的代表性足球队，成立于1958年，曾于1982至1983赛季参加法国足球乙级联赛，2021至2022赛季参加法兰西岛大区足球联赛，其主场“亨利·隆盖球场”（Stade Henri Longuet）可同时容纳五千七百名观众，是当地规模最大的体育设施。

### 环境
维里-沙蒂永的环境事务由其所属的公共社区负责。2019年，维里-沙蒂永境内共有2家污染企业。

### 治安
2014年，维里-沙蒂永及附近地区共发生各类案件5,833起，其中盗窃类案件3,264起，经济类案件501起，毒品交易类案件453起。

## 文化
2019年，维里-沙蒂永境内共有1家电影院和1家音乐厅。维里-沙蒂永市政府提供多媒体中心，向公众全年开放。

### 建筑
维里-沙蒂永境内有多处历史建筑，其中圣但尼教堂为法国国家文物保护单位。

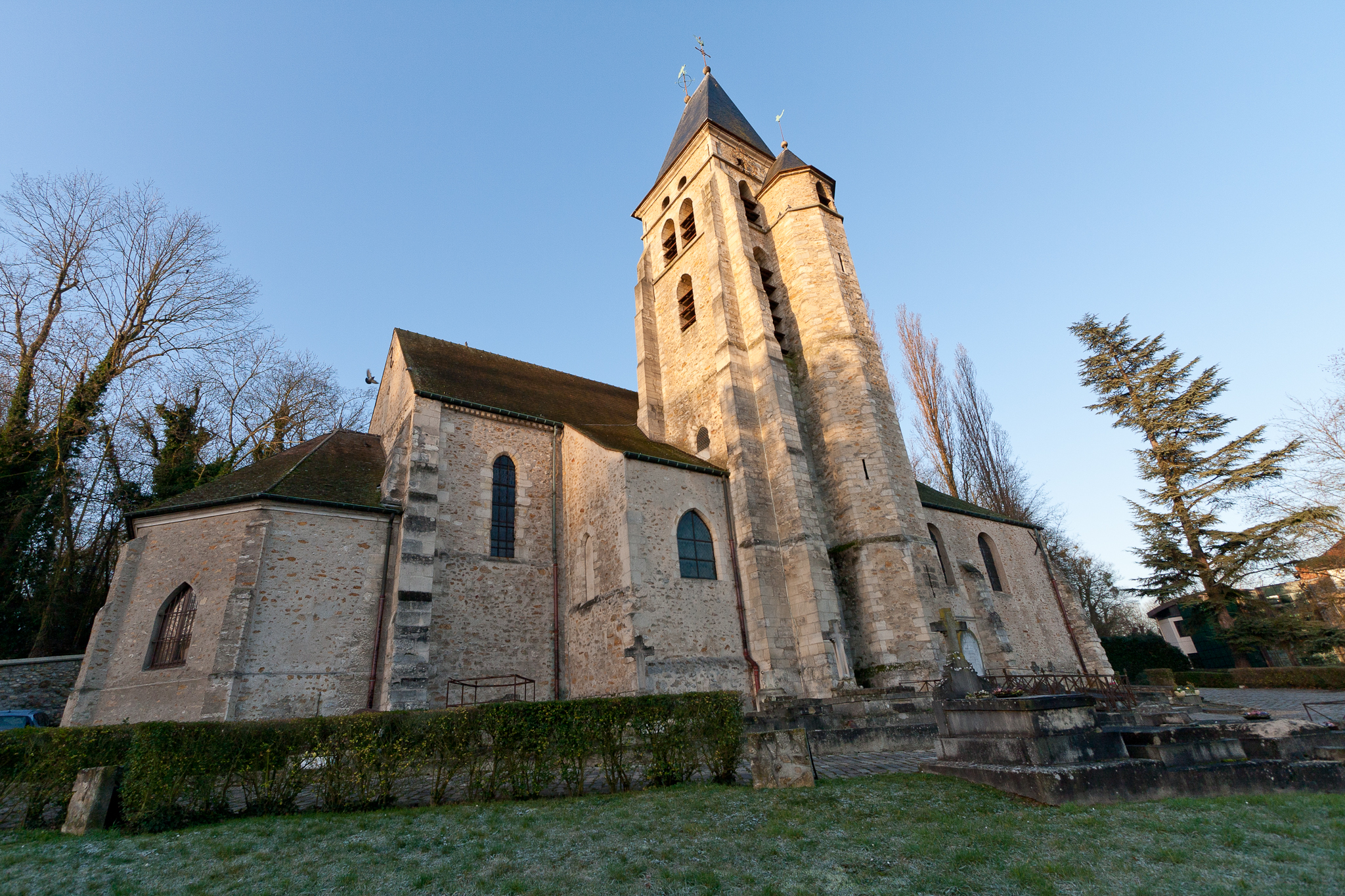
圣但尼教堂（法语：Église Saint-Denis de Viry-Châtillon）
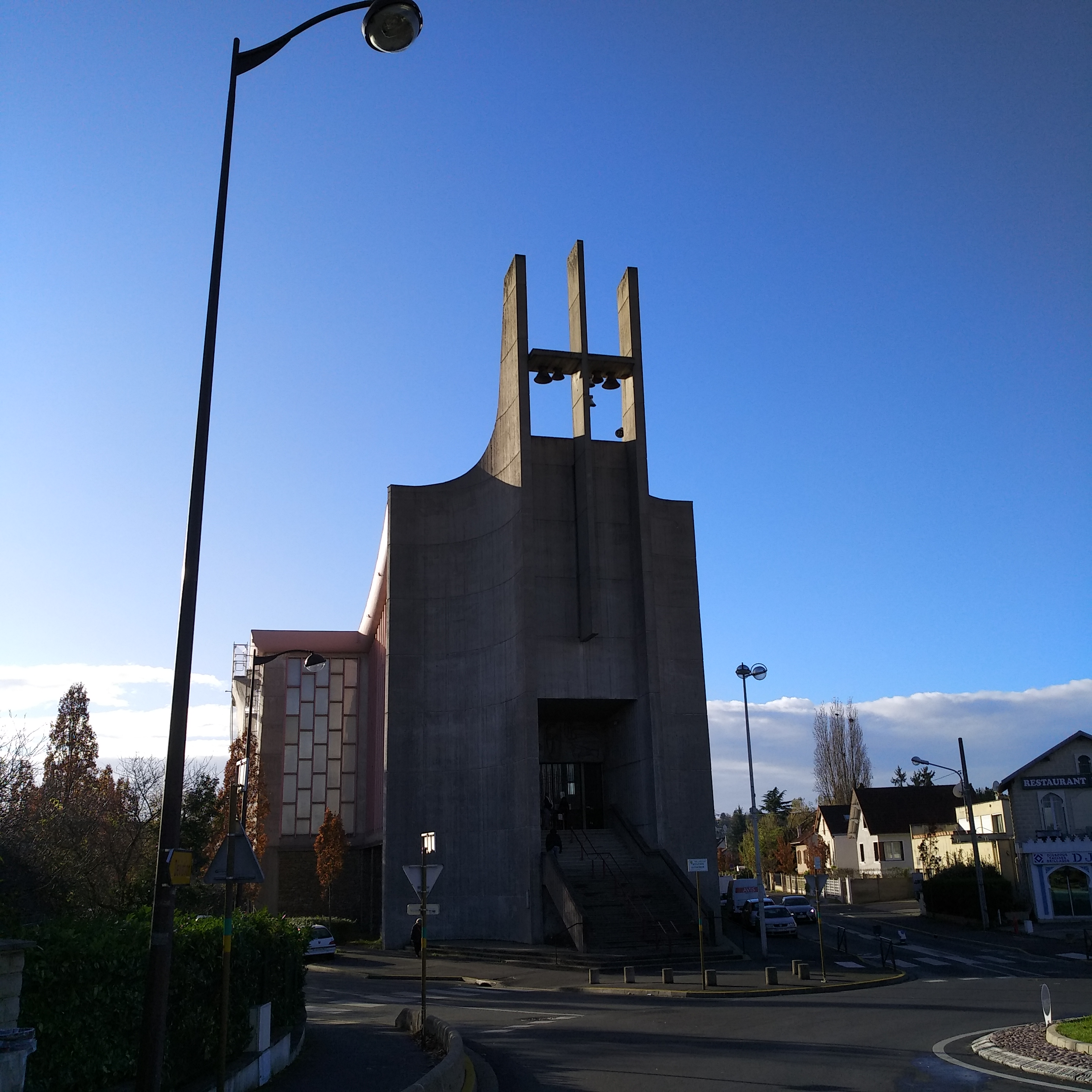
圣埃斯普里教堂
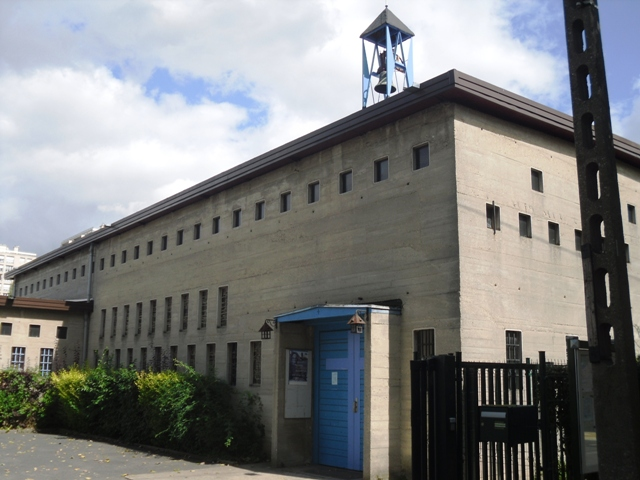
圣贝纳代特教堂
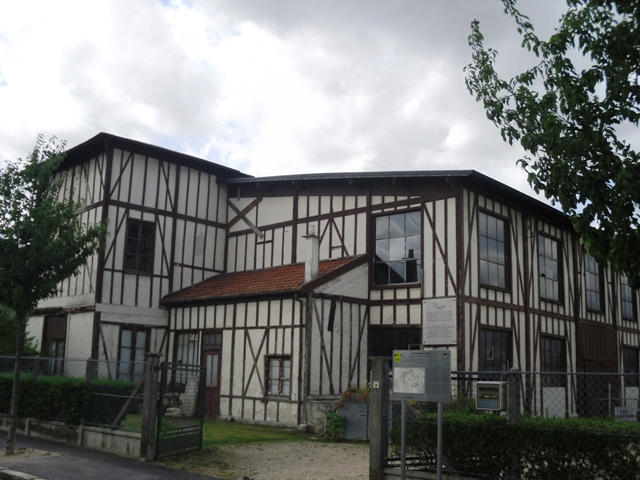
飞行港（法语：Port-Aviation）指挥中心旧址
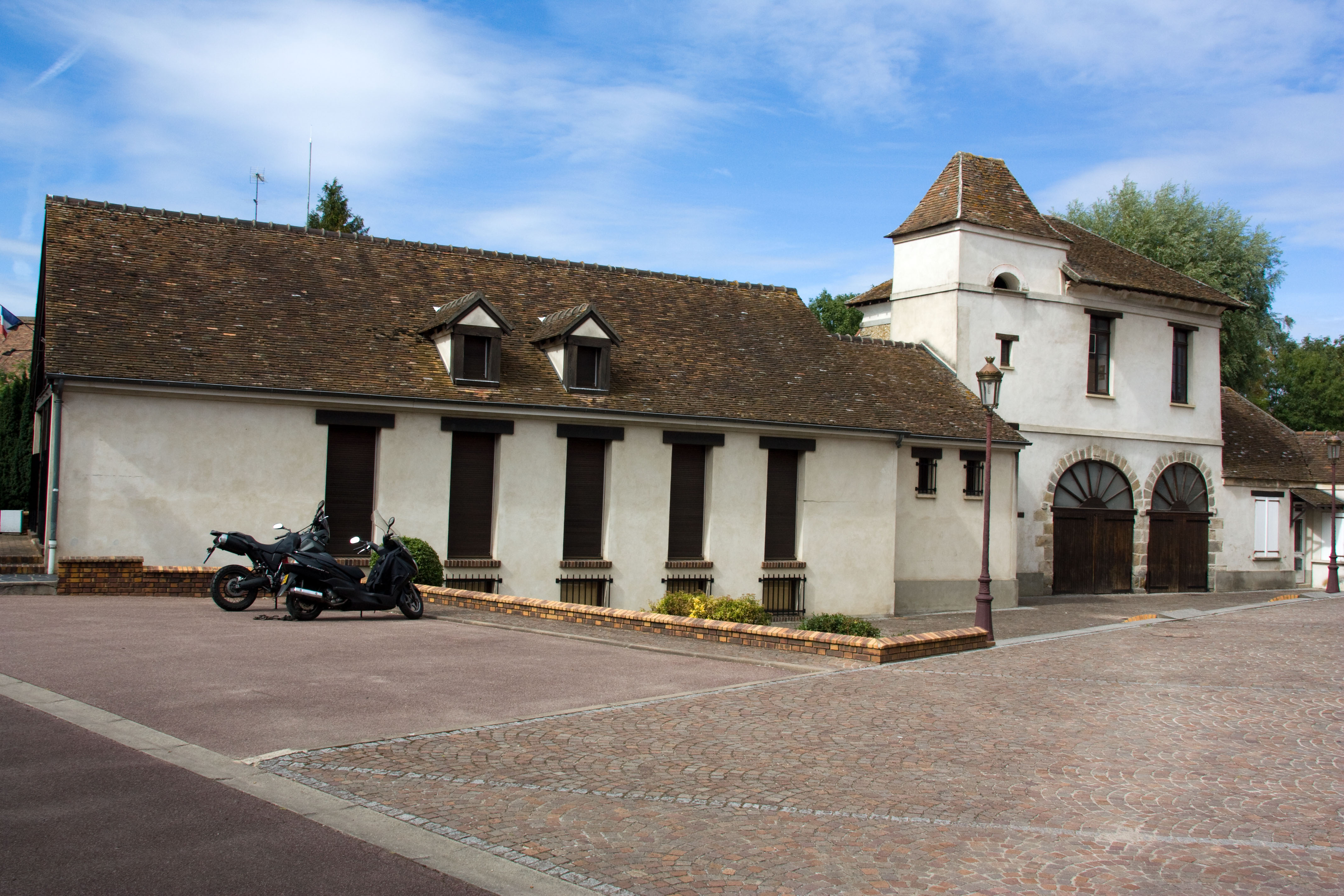
一处庄园旧址
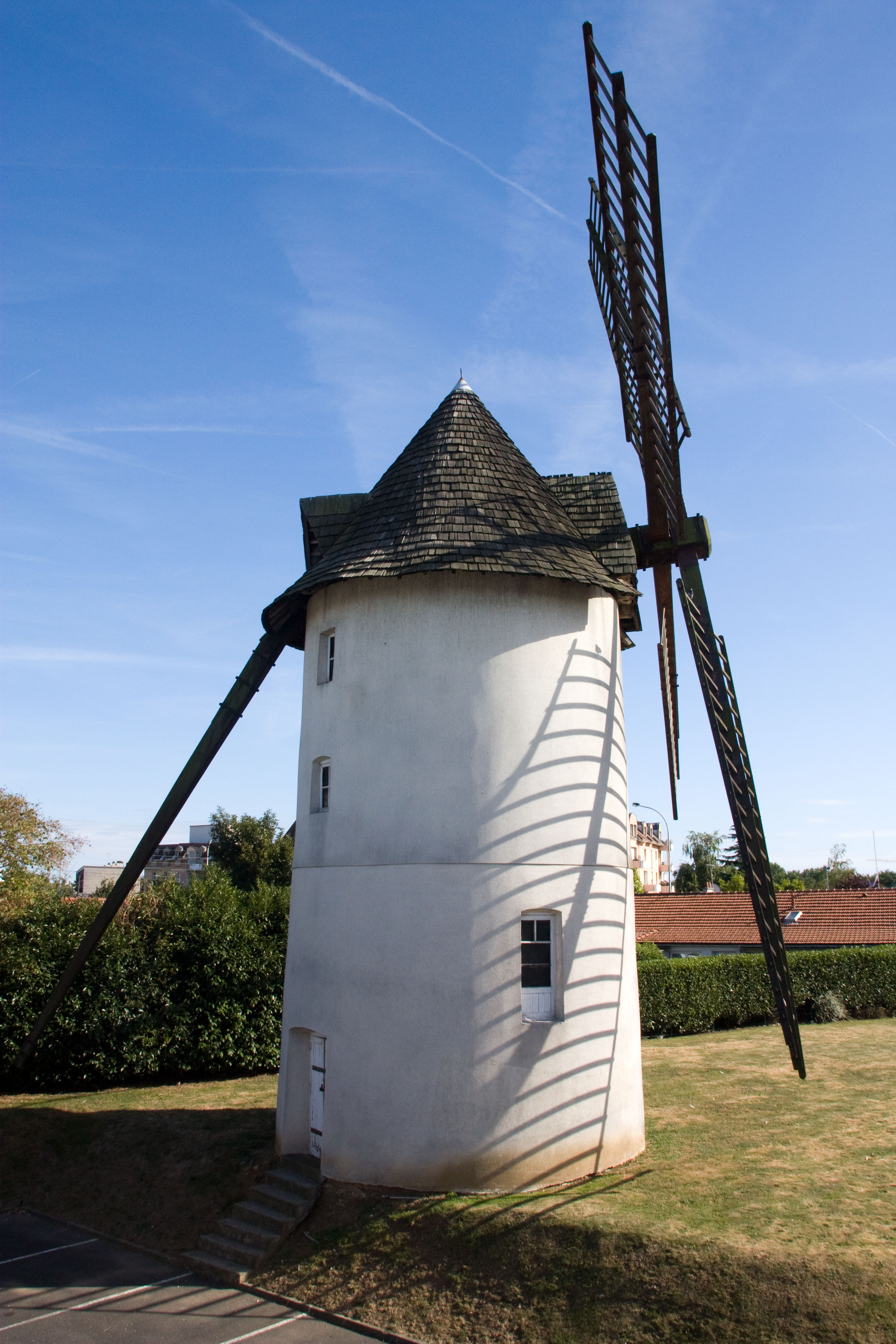
磨坊
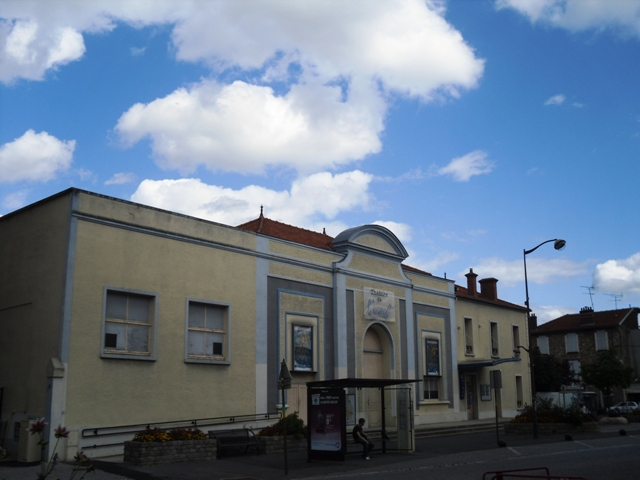
朗沃勒剧场

### 旅游
维里-沙蒂永的旅游事务由其所属的公共社区负责。2020年，维里-沙蒂永境内共有3家酒店共计166间房间。

### 媒体
法国主要的媒体均可在维里-沙蒂永接收，法国电视三台下属的法兰西岛大区频道在部分时段播出维里-沙蒂永所属区域的地方新闻。

## 相关人物
法国女演员乌达·邦雅米纳出生于维里-沙蒂永。

## 友好城市
截至2021年9月，维里-沙蒂永共与两座城市互为友好城市关系：
- 德国 埃尔夫特施塔特
- 英格兰 Wokingham